# Pegesimallus medius
Pegesimallus medius là một loài ruồi trong họ Asilidae. Pegesimallus medius được Oldroyd miêu tả năm 1960.